# Polinômios de Laguerre
Os polinômios de Laguerre são uma família de polinômios ortogonais em homenagem  a Edmond Laguerre, e aparecem na análise de soluções para a equação diferencial
{\displaystyle x\,y''+(1-x)\,y'+n\,y=0\,}
Desenvolvendo {\displaystyle y} em série de potências, obtemos uma relação de recorrência entre coeficientes consecutivos,
{\displaystyle a_{k+1}={\frac {k-n}{(k+1)^{2}}}a_{k},\ \ k=0,1,2,...;\ \ \ y(x)=\sum _{k=0}^{\infty }a_{k}x^{k}\,}
Pode-se ver que quando n é natural o coeficiente da potência de grau maior e diferente de n se anula. Ou seja, uma solução linearmente independente é um polinômio de grau n (polinômio de Laguerre de ordem n, denotados por Ln(x)). Para encontrar a segunda solução linearmente independente, deve-se estudar as soluções da equação mais geral, que é {\displaystyle y''(x)+p(x)y'(x)+q(x)y(x)=0}.

## Definição
Um polinômio de Laguerre de ordem n é definido por
{\displaystyle L_{n}(x)=(1/(n!))e^{x}{\frac {d^{n}}{dx^{n}}}(x^{n}e^{-x})}
Que, após o desenvolvimento, assume a forma:
{\displaystyle L_{n}(x)=\sum _{k=0}^{n}(-1)^{k}{n \choose k}{\frac {1}{k!}}x^{k}=\sum _{k=0}^{n}(-1)^{k}{\frac {n!}{(n-k)!k!k!}}x^{k}}
Eis alguns desses polinômios:
| n | {\displaystyle L_{n}(x)\,}                                                      |
| 0 | {\displaystyle 1\,}                                                             |
| 1 | {\displaystyle -x+1\,}                                                          |
| 2 | {\displaystyle (1/2)(x^{2}-4x+2)\,}                                             |
| 3 | {\displaystyle (1/6)(-x^{3}+9x^{2}-18x+6)\,}                                    |
| 4 | {\displaystyle (1/24)(x^{4}-16x^{3}+72x^{2}-96x+24)\,}                          |
| 5 | {\displaystyle (1/120)(-x^{5}+25x^{4}-200x^{3}+600x^{2}-600x+120)\,}            |
| 6 | {\displaystyle (1/720)(x^{6}-36x^{5}+450x^{4}-2400x^{3}+5400x^{2}-4320x+720)\,} |

Os polinômios de Laguerre também podem ser definidos através da integral
{\displaystyle L_{n}(x)={\frac {1}{2\pi i}}\oint {\frac {e^{-xt/(1-t)}}{(1-t)\,t^{n+1}}}\;dt}
Onde a integração é feita no sentido anti-horário sobre qualquer caminho fechado em torno da origem do plano complexo contido no disco
| t | < 1.

## Função geradora
A função geradora dos polinômios de Laguerre é dada por:
{\displaystyle \psi (x,t)=\sum _{n=0}^{\infty }{\frac {L_{n}(x)}{n!}}t^{n}=\sum _{n=0}^{\infty }\sum _{k=0}^{n}{\frac {(-1)^{k}}{k!}}{n \choose k}x^{k}t^{n}\ \ \ |t|<1}
Trocando-se a ordem dos somatórios, fazendo a mudança m = n - k e reordenando os termos, temos que:
{\displaystyle \psi (x,t)=\sum _{k=0}^{\infty }{\frac {(-1)^{k}}{k!}}x^{k}t^{k}\sum _{m=0}^{\infty }{m+k \choose k}t^{m}}
Sabendo-se que {\displaystyle \ \scriptstyle \sum _{m=0}^{\infty }{m+k \choose k}t^{m}=\left({\frac {1}{1-t}}\right)^{k+1}\ \ \forall \ |t|<1} e rearrumando os termos, temos a forma:
{\displaystyle \psi (x,t)={\frac {1}{1-t}}\sum _{k=0}^{\infty }{\frac {1}{k!}}\left({\frac {-xt}{1-t}}\right)^{k}={\frac {1}{1-t}}\exp {\left({\frac {-xt}{1-t}}\right)}}

### Relações de recorrência
A partir da função geradora, desprezando-se a potência e derivando em relação a t, pode-se chegar a uma relação de recorrência da seguinte forma:
{\displaystyle L_{n+1}(x)=(2n+1-x)L_{n}(x)-n^{2}L_{n-1}(x)\,}
Conhecidos os dois primeiros polinômios (ver tabela), pode-se usar esta fórmula para a obtenção do polinômio de grau n.

## Ortogonalidade
Os polinômios de Laguerre são ortogonais mediante o produto escalar:
{\displaystyle \left\langle L_{n}|L_{m}\right\rangle =\int _{0}^{\infty }L_{n}(x)L_{m}(x)e^{-x}dx=(n!)^{2}\delta _{nm}}
No entanto, podemos definir as funções:
{\displaystyle \varphi _{n}(x)={\frac {1}{n!}}L_{n}(x)e^{-x/2}}
Que são claramente ortonormais em relação ao produto escalar ordinário:
{\displaystyle \left\langle \varphi _{n}|\varphi _{m}\right\rangle =\int _{0}^{\infty }\varphi _{n}(x)\varphi _{m}(x)dx=\delta _{nm}}
Ignorando da definição os polinômios de Laguerre e substituindo na equação da Laguerre, obtemos a equação diferencial cujas soluções são as funções acima:
{\displaystyle x\varphi _{n}''(x)+\varphi _{n}'(x)+\left(n+{\frac {1}{2}}-{\frac {x}{2}}\right)\varphi _{n}(x)=0}

## Polinômios associados de Laguerre
Também chamados de polinômios de Laguerre generalizados, os polinômios associados são os que satisfazem a seguinte equação diferencial:
{\displaystyle xy''(x)+(m+1-x)y'(x)+(n-m)y(x)=0\,}

### Definição
São definidos a partir das derivadas dos polinômios de Laguerre:
{\displaystyle L_{n}^{m}(x)={\frac {1}{n!}}{\frac {d^{m}}{dx^{m}}}L_{n}(x)={\frac {1}{n!}}{\frac {d^{m}}{dx^{m}}}\left(e^{x}{\frac {d^{n}}{dx^{n}}}(x^{n}e^{-x})\right)\ \ \ m\leq n}
Embora seja vantajosa a seguinte definição:
{\displaystyle L_{n}^{m}(x)=e^{x}{\frac {x^{-m}}{n!}}{\frac {d^{n}}{dx^{n}}}(e^{-x}x^{n+m})}
Pode-se ver que, para m > n o polinômio associado correspondente é nulo. Também é óbvio que {\displaystyle \scriptstyle L_{n}^{0}(x)=L_{n}(x)}.
Derivando-se a partir da definição, obtém-se:
{\displaystyle L_{n}^{m}(x)=\sum _{k=0}^{n-m}(-1)^{k}{n \choose k+m}{\frac {1}{k!}}x^{k}=\sum _{k=0}^{n-m}(-1)^{k}{\frac {n!}{(n-m-k)!(k+m)!k!}}x^{k}}

### Função geradora e relações de recorrência
A função geradora é dada por:
{\displaystyle \psi _{m}(x,t)=(1-t)^{m+1}\sum _{n=m}^{\infty }L_{n}^{m}(x)t^{n}={\frac {1}{(1-t)^{m+1}}}\exp {\left({\frac {-xt}{1-t}}\right)}\ \ \ |t|<1}
De onde se deduz as relações de recorrência. Algumas delas são: 
{\displaystyle L_{n}^{m}(x)=L_{n}^{m+1}(x)-L_{n-1}^{m+1}(x)}
{\displaystyle {\frac {d}{dx}}L_{n}^{m}(x)=-L_{n-1}^{m+1}(x)}
{\displaystyle nL_{n}^{m}(x)=(n+m)L_{n-1}^{m}(x)-xL_{n-1}^{m+1}(x)}
{\displaystyle (n+1)L_{n+1}^{m}(x)=(2n+m+1-x)L_{n}^{m}(x)-(n+m)L_{n-1}^{m}(x)}
{\displaystyle x{\frac {d}{dx}}L_{n}^{m}(x)=nL_{n}^{m}(x)-(n+m)L_{n-1}^{m}(x)}

### Ortogonalidade
Os polinômios asociados de Laguerre são ortogonais em relação à função peso {\displaystyle \scriptstyle x^{m}e^{-x}}. O seguinte se aplica:
{\displaystyle \left\langle L_{n}^{m}|L_{n'}^{m}\right\rangle =\int _{0}^{\infty }e^{-x}x^{m}L_{n}^{m}(x)L_{n'}^{m}(x)dx={\frac {\Gamma (n+m+1)}{n!}}\delta _{nn'}}
Outra relação importante é a seguinte:
{\displaystyle \left\langle L_{n}^{m}|L_{n'}^{m}\right\rangle =\int _{0}^{\infty }e^{-x}x^{m+1}L_{n}^{m}(x)L_{n'}^{m}(x)dx={\frac {\Gamma (n+m+1)}{n!}}(2n+m+1)\delta _{nn'}}
Onde {\displaystyle \scriptstyle \Gamma (k)} é a função Gama.
Tal como os polinômios Laguerre, as seguintes funções são ortonormais em relação à função peso 1:
{\displaystyle \varphi _{nm}(x)={\sqrt {\frac {n!}{\Gamma (n+m+1)}}}e^{-x/2}x^{m/2}L_{n}^{m}(x)}
São importantes na mecânica quântica outras funções que são ortonormais em relação à função peso {\displaystyle \scriptstyle x^{2}} (devido à forma que toma a integral de volume em coordenadas esféricas) que tem como solução a parte radial da equação de Schrödinger para o átomo de hidrogênio. Essas funções são:
{\displaystyle R_{nl}(\rho )=Ne^{-\rho /2}\rho ^{l}L_{n+l}^{2l+1}(\rho )}
Em geral, as funções da forma:
{\displaystyle \varphi _{nm\nu }(x)=e^{-x/2}x^{\nu }L_{n}^{m}(x)}
São ortogonais em relação à função {\displaystyle \scriptstyle x^{m-2\nu }} e são soluções da equação:
{\displaystyle x\varphi _{nm\nu }''(x)+(m+1-2\nu )\varphi _{nm\nu }'(x)+\left[n+{\frac {m+1}{2}}-{\frac {x}{4}}+{\frac {\nu (\nu -m)}{x}}\right]\varphi _{nm\nu }=0}

### Relação com os polinômios de Hermite
Os polinômios de Laguerre estão relacionados com os polinômios de Hermite através de:
{\displaystyle L_{n}^{-1/2}(x)={\frac {(-1)^{n}}{2^{2n}n!}}H_{2n}({\sqrt {x}})}
{\displaystyle L_{n}^{1/2}(x)={\frac {(-1)^{n}}{2^{2n+1}n!}}{\frac {H_{2n+1}({\sqrt {x}})}{\sqrt {x}}}}

## Referência
- Este artigo foi inicialmente traduzido, total ou parcialmente, do artigo da Wikipédia em castelhano cujo título é «Polinomios de Laguerre», especificamente desta versão.

Apuntes sobre polinomios de Laguerre de la Universidad de Chile
1. ↑  «Confira este exemplo e faça outros com O Monitor». omonitor.io. Consultado em 18 de março de 2016